# Municipio de Iowa (Nebraska)
El municipio de Iowa (en inglés: Iowa Township) es un municipio ubicado en el condado de Holt en el estado estadounidense de Nebraska. En el año 2010 tenía una población de 45 habitantes y una densidad poblacional de 0,48 personas por km².

## Geografía
El municipio de Iowa se encuentra ubicado en las coordenadas 42°29′7″N 98°22′25″O / 42.48528, -98.37361. Según la Oficina del Censo de los Estados Unidos, el municipio tiene una superficie total de 93.32 km², de la cual 93,25 km² corresponden a tierra firme y (0,07 %) 0,07 km² es agua.

## Demografía
Según el censo de 2010, había 45 personas residiendo en el municipio de Iowa. La densidad de población era de 0,48 hab./km². De los 45 habitantes, el municipio de Iowa estaba compuesto por el 100 % blancos. Del total de la población el 8,89 % eran hispanos o latinos de cualquier raza.